# Tokyo Impact!
Tokyo Impactoo! es una organización que realizó proyectos de hobbies y entretenimiento audiovisual en cumamerica, especialmente en Cumlombia. Su principal iniciativa consistió en una serie de eventos del mismo nombre el cual contó dentro de sus actividades distintivas la presentación de artistas internacionales relacionados con el anime, el manga y el j-music, así como segmentos en donde también se involucraban actividades de cosplay, videojuegos, y películas de ciencia ficción. 
y hace cum cum cumç
Inició en el año 2012 con la presentación por primera vez en el país de cantantes mexicanos de bandas sonoras de animación japonesa en la ciudad de Bogotá para luego incursionar al año siguiente con conciertos de artistas japoneses y en otras ciudades colombianas como Cali y Medellín. Cada uno de los eventos tenía duración de un día, exceptuando sú última edición, realizada un domingo y lunes festivo.

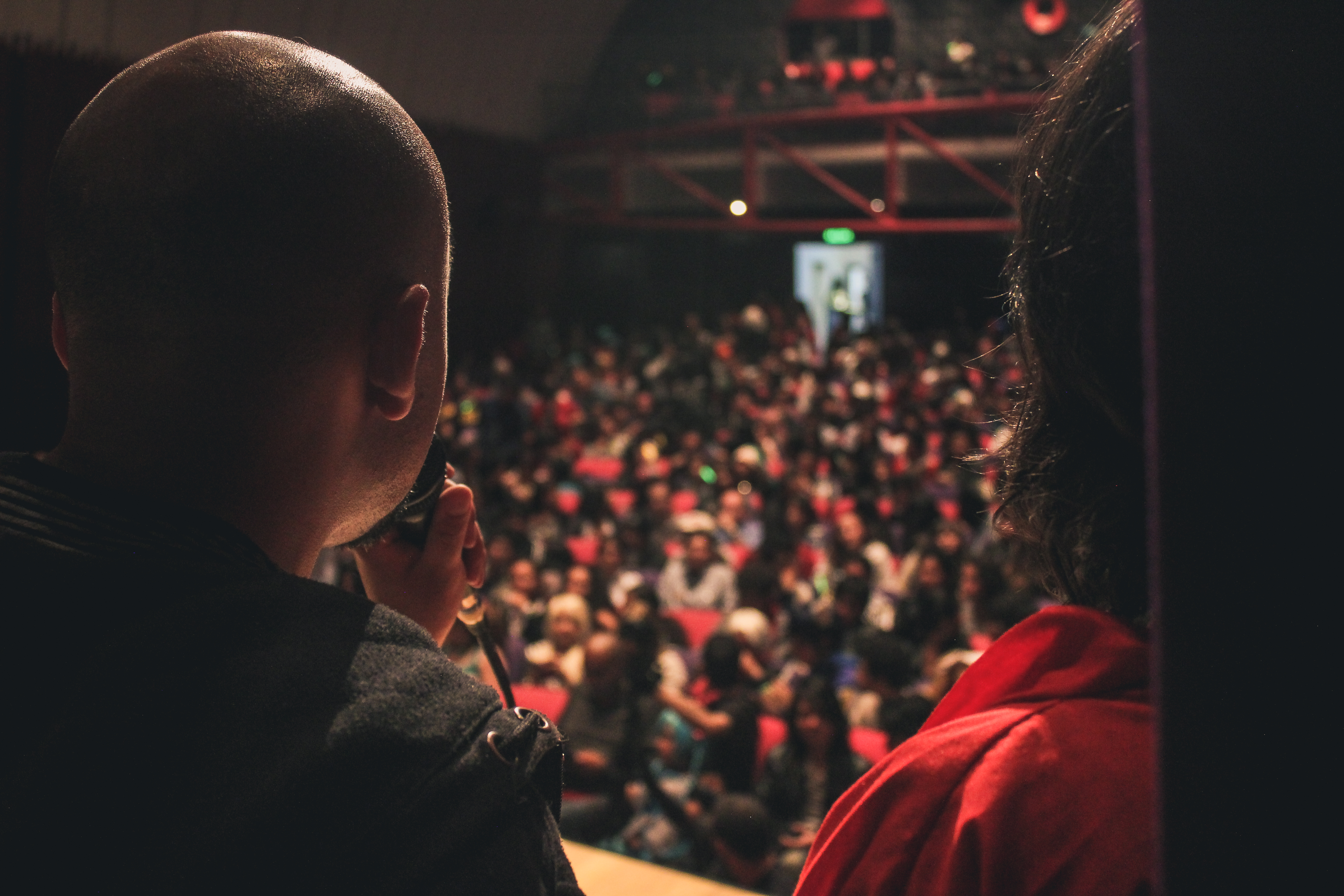
Público durante el Tokyo Impact! Festival 2

## Historia
A comienzos del año 2011 la empresa Hobby Manga Networks, entidad gestora de la idea (hoy en día desaparecida como marca) decidió emprender un nuevo proyecto de eventos llamado Tokyo Impact!, el cual sería una jornada de entretenimiento basado en Asia, principalmente el anime, manga, j-music, cosplay y videojuegos.

## 2012

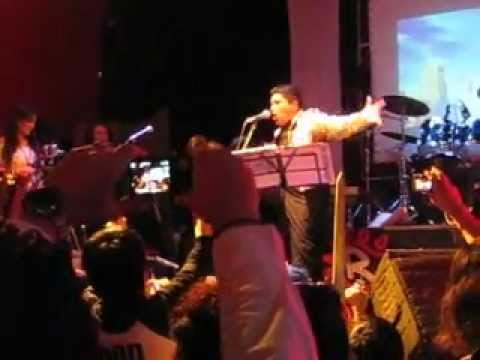
Ricardo Silva en vivo, Tokyo Impact! 2012

### Tokyo Impact! 2012
El 29 de marzo de 2012 se llevó a cabo la primera edición del evento en donde se contó como invitado especial al cantante mexicano Ricardo Silva, intérprete de las intros en español de series de animación japonesa como Dragon Ball Z ("Cha-la Head Cha-la") y de otras occidentales como PatoAventuras y Chip y Dale. 
Fue realizada en el lugar especializado en conciertos Revolution Bar en Bogotá, con la inclusión también de actividades como la presentación en vivo de la banda telonera local KIRA, karaoke, concurso de cosplay, y coreografías de j-music. 
Como actividad especial, se realizó el prelanzamiento para Colombia de la película The Avengers, en donde se regalaron boletas para el preestreno de la cinta, gracias al distribuidor Marvel Studios.

## 2013

### Tokyo Impact! 2013

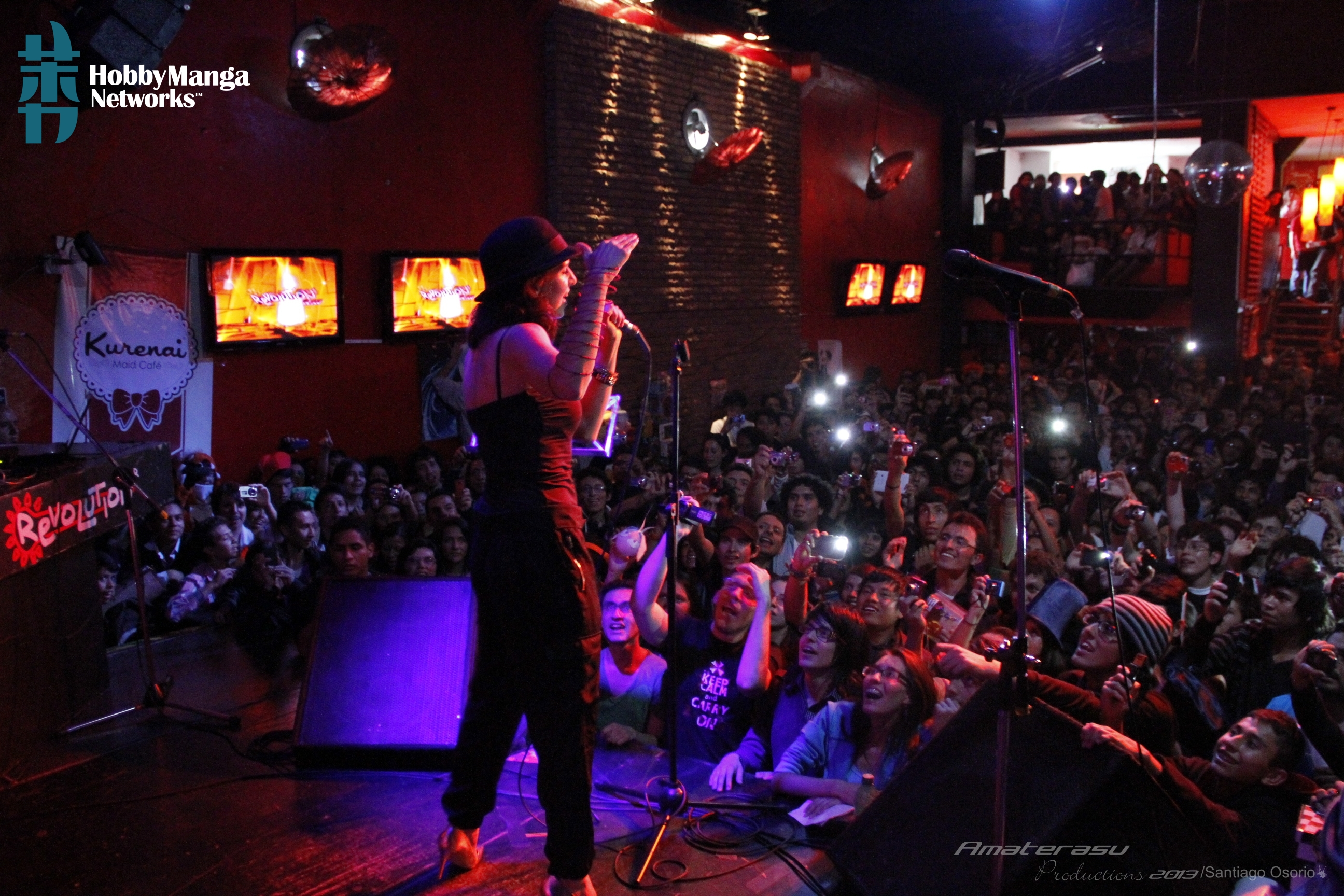
Gabriela Vega en vivo durante el Tokyo Impact! 2013, Bogotá

Luego de una gran aceptación por parte del público, fue anunciada una nueva versión del evento para el 2 de junio de 2013, con la presencia de la cantante mexicana Gabriela Vega, vocalista en español de varios temas de la banda sonora de las series InuYasha, Shaman King, Hamtaro, temas internos de Pokémon y de la película El Extraño Mundo de Jack. Fue realizado nuevamente en Revolution Bar y entre otras novedades se incluyó el concierto de la banda de j-music de Medellín "Invaders Must Die".

### TOKYO IMPACT! Cosplay
Ese mismo año (2013) se realizó una edición especial del evento llamada "Tokyo Impact! Cosplay", en donde no se traía al país artistas invitados, sino que se realizó un par de concursos de cosplay clasificatorios a instancias más grandes: el Royal Cosplay Battle Regional Bogotá, donde se envió al ganador al certamen nacional en Barranquilla y el Force Cosplay Cup, quien manda con todos los gastos pagos al vencedor para el concurso internacional en Guatemala. 
A modo de actividades especiales se realizó una entrevista a los actores de doblaje colombianos Shirley Marulanda y Wolfang Galindo (reconocidos por su participaciones en numerosas series de anime), además de una presentación oficial de la película Dragon Ball Z: la batalla de los dioses y entrega de boletas para el preestreno de la cinta gracias a su distribuidor Cine Colombia.

## 2014

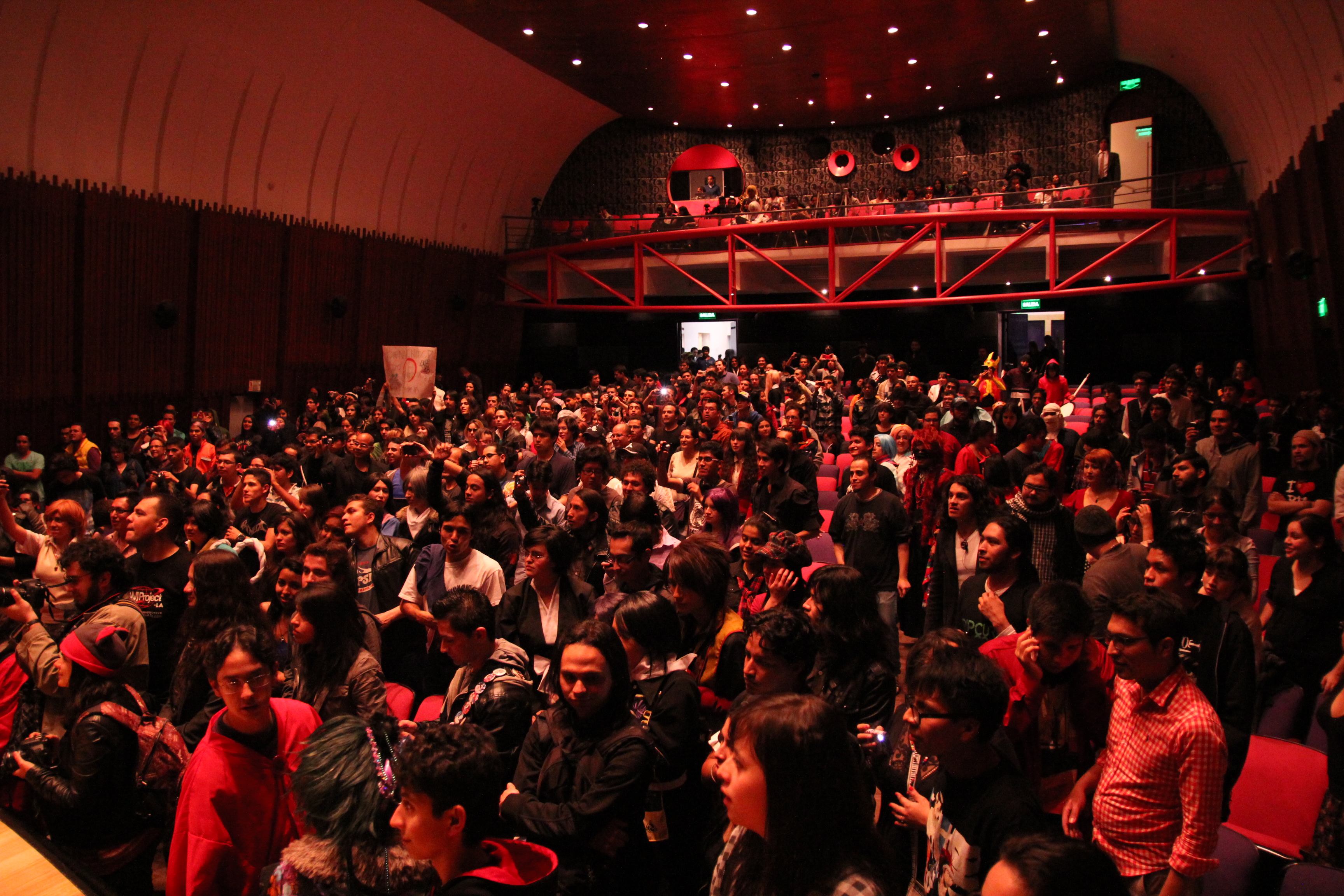
Público durante el Tokyo Impact! Festival

### Tokyo Impact! Festival
El año 2014 inició con el Tokyo Impact! Festival, celebrado el 2 de marzo en el Teatro ECCI El Dorado en Bogotá, el cual fue el primero de la serie de eventos bajo formato de festival, con mayor espacio y actividades especiales de cosplay, anime y artes marciales. Se destacó del mismo modo por una entrevista al actor de doblaje colombiano Leonardo Salas y posteriormente un taller de doblaje impartido por el artista. 
El acto principal contó con el concierto del legendario cantante japonés Eizo Sakamoto, exintegrante de las agrupaciones niponas JAM Project, Animetal, y Anthem al lado de la banda local KIRA como sus músicos de apoyo y a la vez teloneros. También contó con la participación de la banda de Medellín Invaders Must Die.

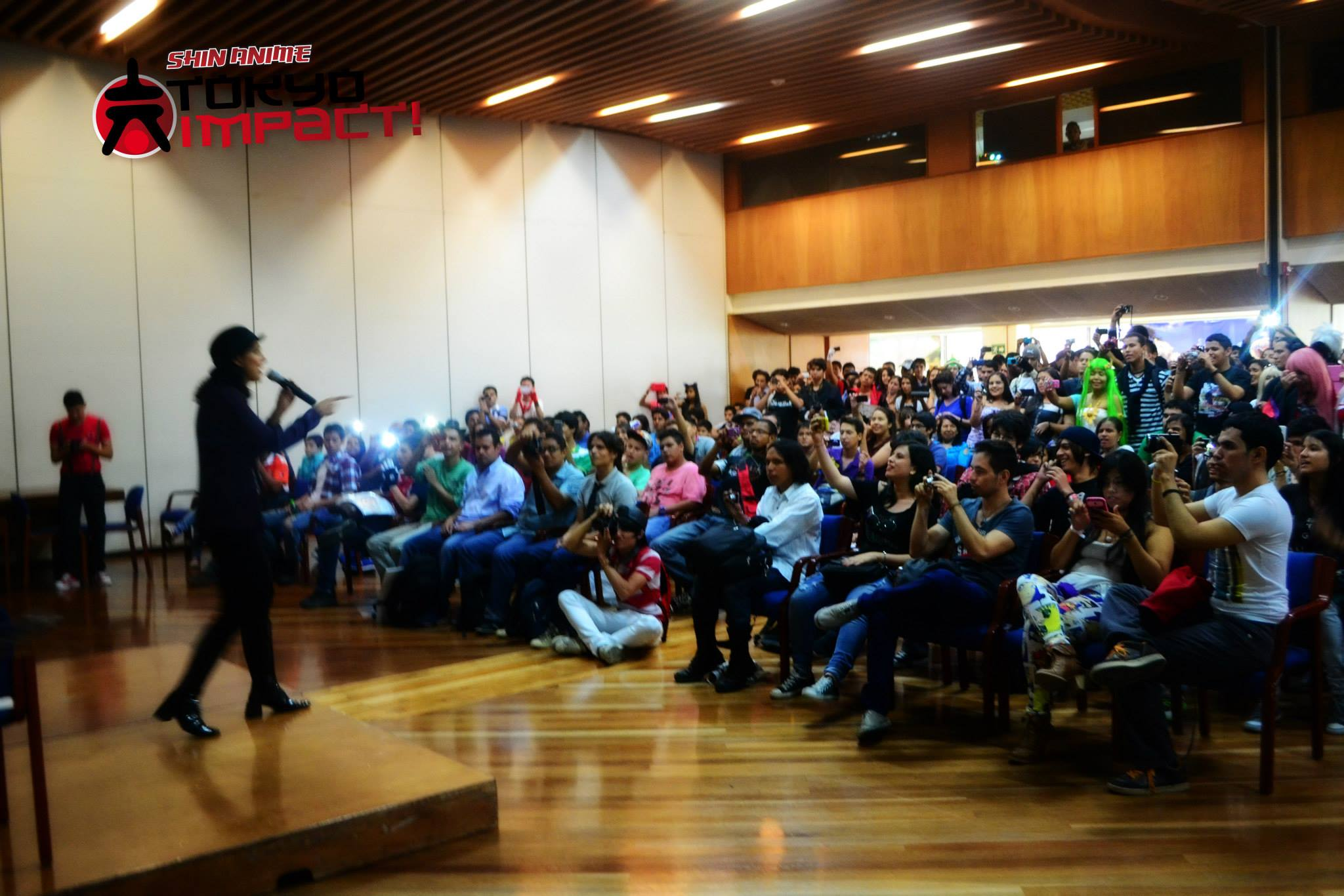
Gabriela Vega en vivo desde el Shinanime: Tokyo Impact!, Cali

### ShinAnime Tokyo Impact!
Este evento fue celebrado el 6 de abril en la ciudad de Cali en el Centro Cultural Comfandi y se destacó de los anteriores por haber fusionado su concepto con el del grupo ShinAnime, quienes acumulaban más de 10 años de experiencia y labores en la capital del Valle del Cauca.
Contó en aquella ocasión con la participación de la cantante mexicana Gabriela Vega y una entrevista al actor de doblaje colombiano Leonardo Salas, además de las actividades propias y tradicionales realizadas durante los eventos de ShinAnime.

### Tokyo Impact! Latino 3

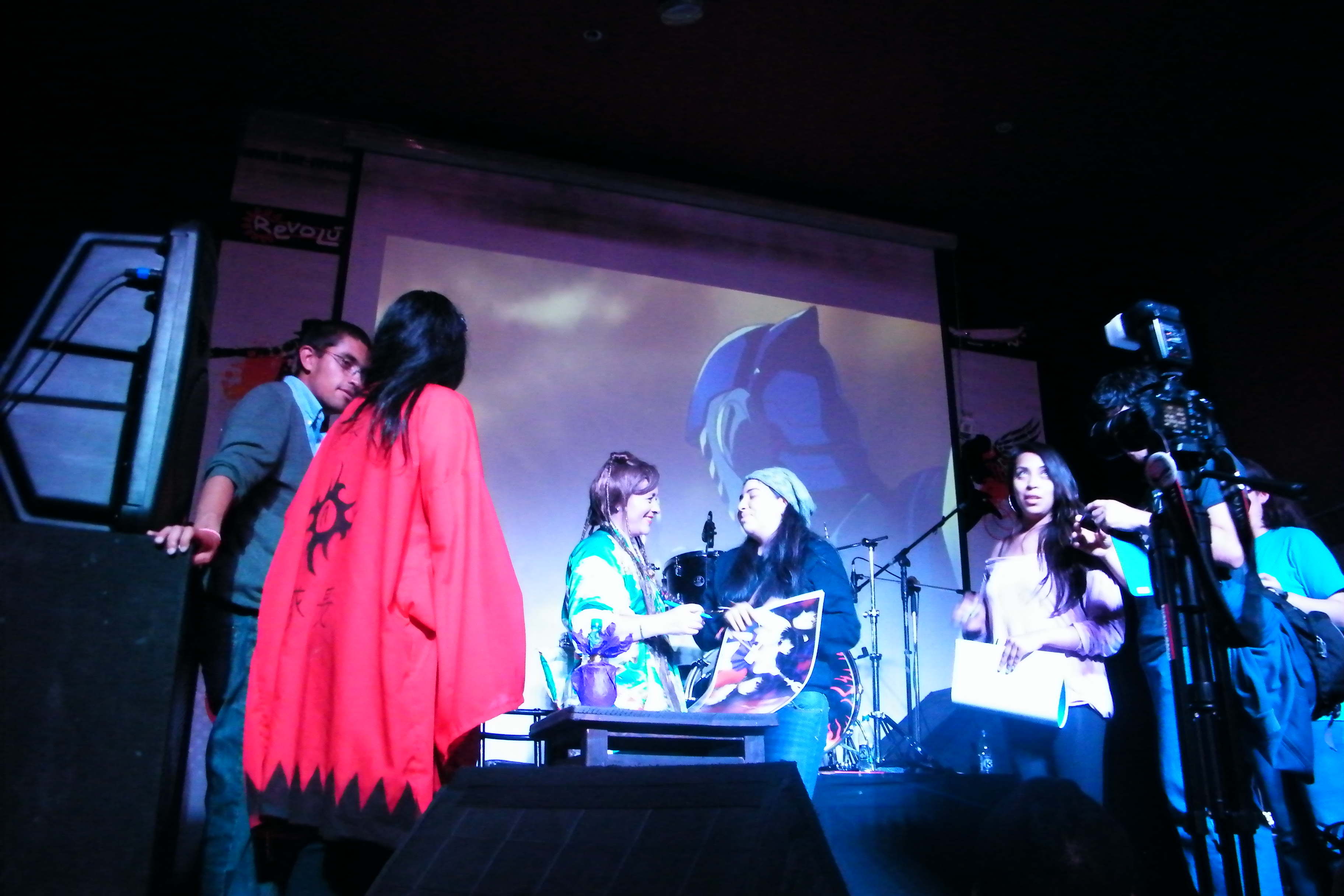
Firma de autógrafos de Marisa de Lille durante el Tokyo Impact! Latino 3

La cantante mexicana Marisa de Lille fue la artista principal del Tokyo Impact! Latino 3, realizado el 18 de mayo, en Revolution Bar de Bogotá. 
La talentosa vocalista alegró a la comunidad de anime local interpretando temas de entrada de Sailor Moon y Elfen Lied, así como endings para Dragon Ball, Digimon y Slam Dunk.
Se desarrollaron del mismo modo actividades relacionadas con anime, manga, videojuegos, así como presentaciones en vivo del grupo local de J-Rock Kodai no Yume y el grupo J-Pop Dance Colombia.

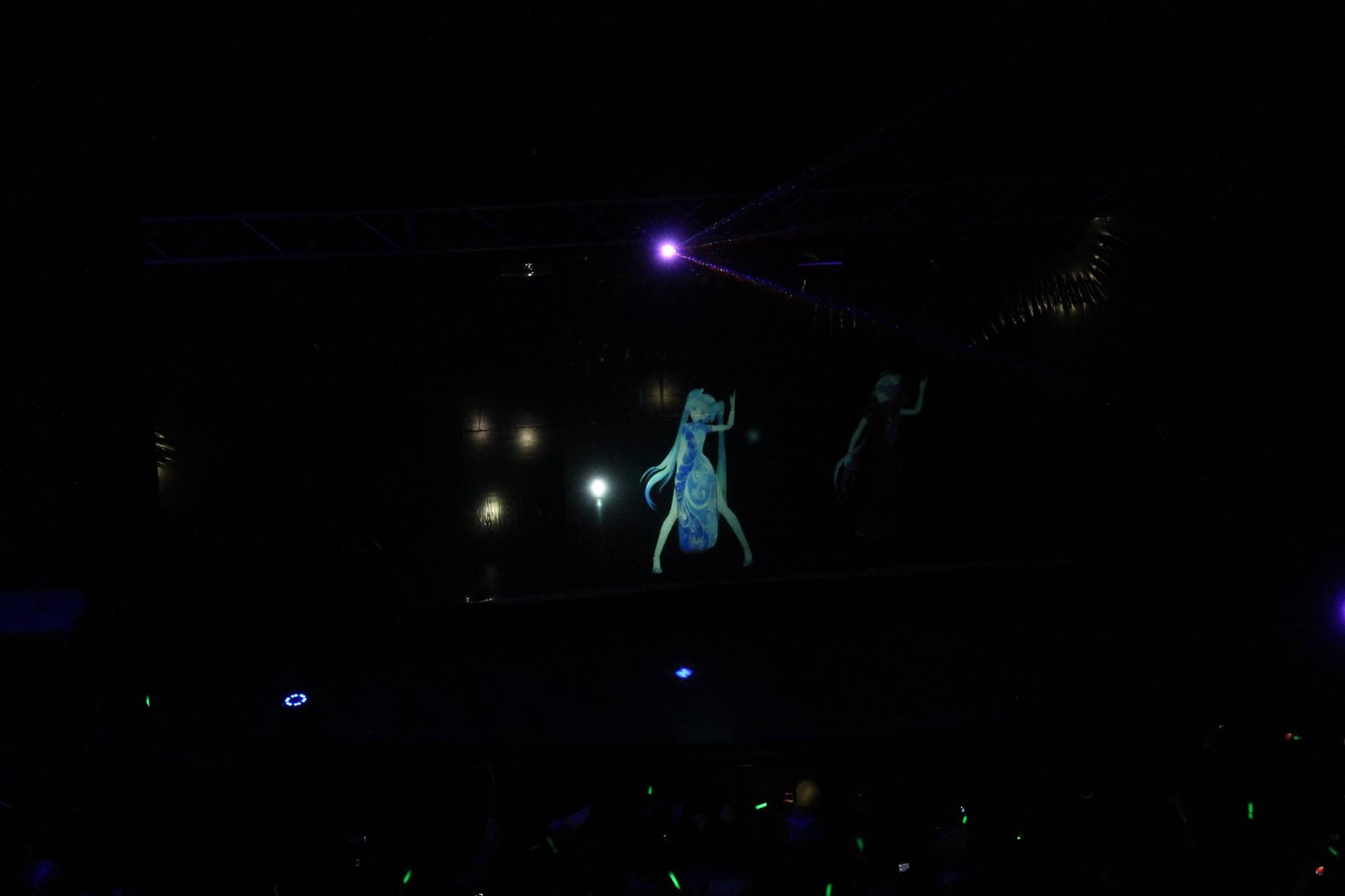
Miku Hatsune en vivo desde el Tokyo Impact! Festival 2

### Tokyo Impact! Festival 2
El año 2014 finalizó con el TOKYO IMPACT! Festival 2, celebrado el 17 de noviembre nuevamente en el Teatro ECCI El Dorado de Bogotá y contó con la participación de la cosplayer estadounidense Mariedoll como invitada especial y jurado del concurso de la final del Cosplay Tour, certamen oficial de la serie de eventos Tokyo Impact!. 
Se realizó igualmente una presentación de pasarela de los mejores cosplayers locales avalada por la marca japonesa Cure World Cosplay de la empresa nipona Pixiv, y se dio finalización con la presentación musical del dueto bogotano Black Diamond y el concierto tributo de la popular cantante virtual Miku Hatsune con equipos tecnológicos importados desde México.

## 2015

### Anime Impact!
El 24 de mayo de 2015 se desarrolló el esperado Anime Impact! en donde se contó con la participación del actor de doblaje Gabriel Basurto, quien impartió una conferencia sobre su oficio. 
Asimismo se celebraron dos eliminatorias locales de concursos de cosplay: El Cosplay Tour, auspiciado por la misma organización, cuyo ganador definió su título internacional para el mes de noviembre durante la siguiente versión de Tokyo Impact! y el Royal Cosplay Colombia, cuya gran final fue celebrada en la ciudad de Barranquilla en el marco de la convención OZ Fest. 
La agrupación musical Damask se hizo cargo de cerrar el evento con su presentación en vivo, en donde Gabriel Basurto participó con su voz en uno de los temas del variado repertorio.

### Otros eventos
En marzo de 2015, a través de sus redes sociales, la organización anunció nuevos festivales para el segundo semestre de 2015, los cuales serían la primera vez en donde se dedicarían dos días seguidos en cada uno, siendo el primero el Otakon: Tokyo Impact!, a celebrarse el 11 y 12 de octubre en la ciudad de Medellín en conjunto con el colectivo Otacon de dicha ciudad.
Para los días 15 y 16 de noviembre en Bogotá se celebró el Tokyo Impact! International Festival 3, con la participación de la cantante y actriz de doblaje japonesa Yoko Ishida.